# Parafia św. Wojciecha Biskupa i Męczennika i św. Marcina w Lewiczynie
Parafia pw. Świętego Wojciecha Biskupa i Męczennika i św. Marcina w Lewiczynie – parafia rzymskokatolicka znajdująca się w dekanacie grójeckim, archidiecezji warszawskiej, metropolii warszawskiej Kościoła katolickiego.

## Kościół parafialny
Kościół pw. św. Wojciecha w Lewiczynie